# Sportjahr 1920
Liste der Sportjahre

◄◄ | ◄ | 1916 | 1917 | 1918 | 1919 | Sportjahr 1920 | 1921 | 1922 | 1923 | 1924 | ► | ►►

Weitere Ereignisse   · Olympische Spiele

## Ereignisse

### Olympische Spiele

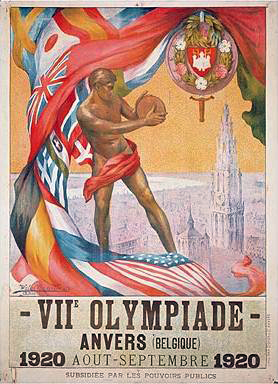
Poster der Spiele der VII. Olympiade

- 20. April: In der belgischen Stadt Antwerpen werden von König Albert die VII. Olympischen Spiele eröffnet. Der belgische Wasserballspieler und Degenfechter Victor Boin schwört als erster Athlet den von Pierre de Coubertin geschriebenen olympischen Eid. Erstmals wird auch die olympische Fahne mit den olympischen Ringen gehisst. Die Spiele dauern bis 12. September. In 22 Sportarten/29 Disziplinen werden 156 Wettbewerbe (132 für Männer, 8 für Frauen, 2 Mixed-Wettbewerbe und 14 offene Wettbewerbe) ausgetragen. Wie schon 1908 in London steht auch bei diesen Sommerspielen wieder Wintersport auf dem Programm: Eiskunstlauf und erstmals auch Eishockey. Deutschland, Österreich, Ungarn, Bulgarien und die Türkei sind von den Spielen ausgeschlossen.
- 22. August: Der Finne Hannes Kolehmainen gewinnt den olympischen Marathonlauf. Obwohl die Strecke über insgesamt 42,75 km führt, ist seine Zeit von 2:32:35,8 h eine Weltbestleistung und olympischer Rekord. Auch der Zweite Jüri Lossmann bleibt unter der bis dahin bestehenden Weltbestzeit.

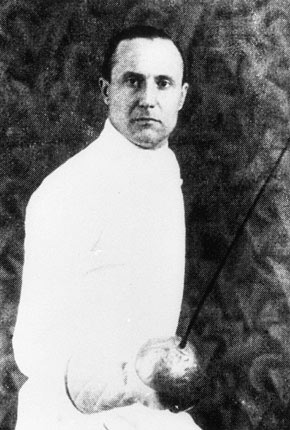
Nedo Nadi

- - Der Italiener Nedo Nadi gewinnt fünf Goldmedaillen in sechs Fechtwettbewerben, drei davon zusammen mit seinem Bruder Aldo.
  - Bis heute ältester Medaillengewinner wird der schwedische Schütze Oscar Swahn, der eine Silbermedaille erhält, im Alter von 72 Jahren und 279 Tagen.

### Badminton
Höhepunkte des Badmintonjahres 1920 waren die All England und die Irish Open.

### Internationale Veranstaltungen
| Veranstaltung | Herreneinzel       | Dameneinzel       | Herrendoppel                               | Damendoppel                          | Mixed                            |
| ------------- | ------------------ | ----------------- | ------------------------------------------ | ------------------------------------ | -------------------------------- |
| All England   | George Alan Thomas | Kitty McKane      | Archibald Frank Engelbach Raoul du Roveray | Lavinia Clara Radeglia Violet Elton  | George Alan Thomas Hazel Hogarth |
| Irish Open    | George Alan Thomas | nicht ausgetragen | Frederick A. Kennedy Bob Lambert           | Hazel Hogarth Lavinia Clara Radeglia | George Alan Thomas Hazel Hogarth |

### Baseball

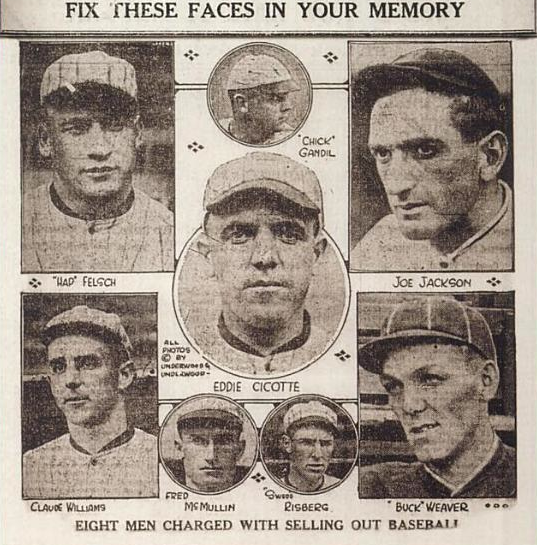
Titelseite der Sporting News vom 7. Oktober 1920 zum Black Sox Scandal

Der „Black Sox Skandal“ bei der World Series 1919 wird aufgedeckt und führt zum Niedergang der Chicago White Sox, nachdem acht ihrer Schlüsselspieler das Endspiel gegen die Cincinnati Reds absichtlich verloren haben. Um ähnliche Skandale in Zukunft zu verhindern, wird Kenesaw Mountain Landis zum Commissioner der Major League Baseball ernannt. Obwohl sie von einem Gericht freigesprochen werden, werden alle Beteiligten lebenslang aus der MLB verbannt, Shoeless Joe Jackson, der als einer der besten Spieler seiner Generation gilt, steht bis heute auf der Schwarzen Liste von Spielern, die nicht in die Baseball Hall of Fame gewählt werden dürfen. 

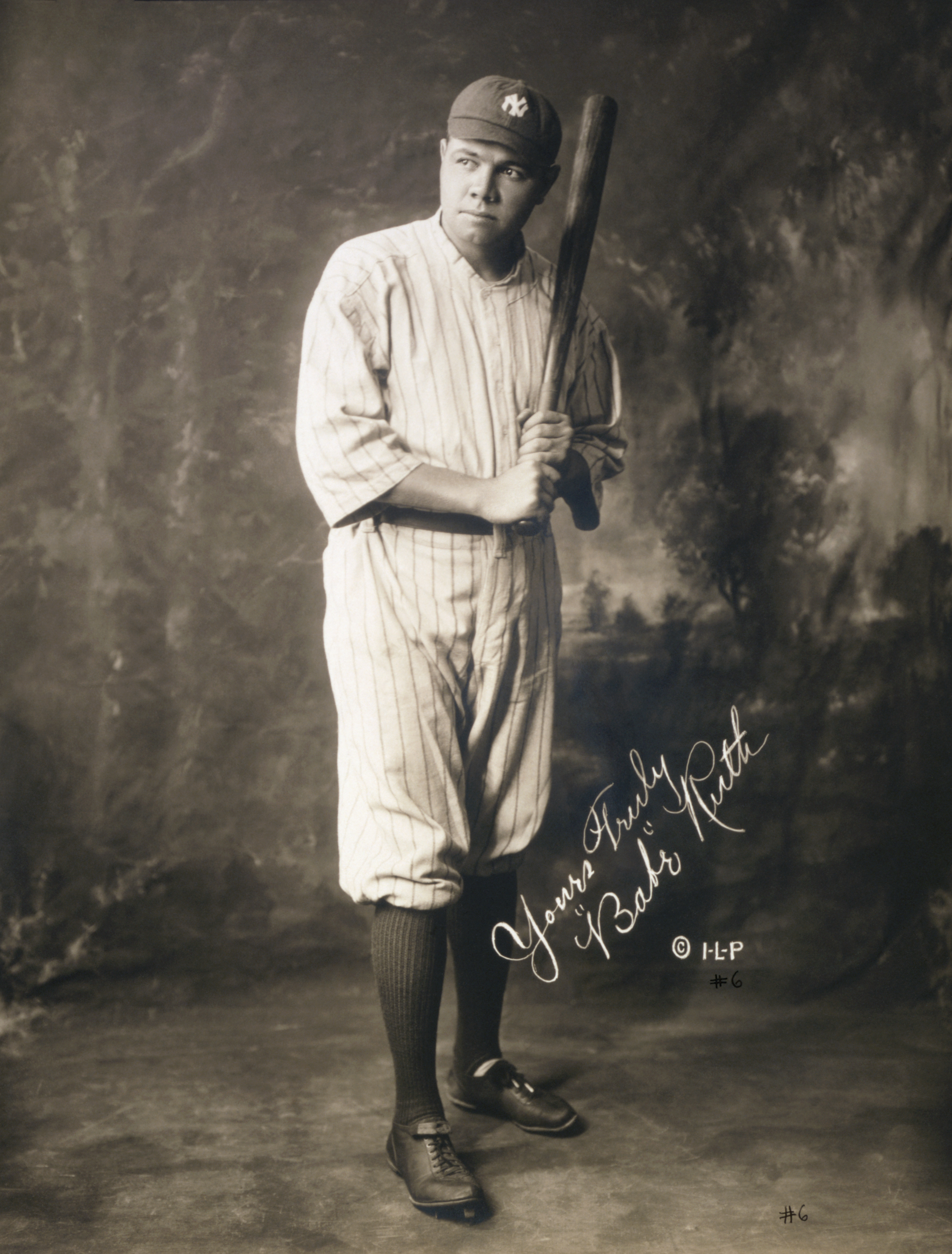
Babe Ruth im Trikot der Yankees

Die bislang sportlich sehr erfolgreichen Boston Red Sox, die sich im Jahr 1919 durch hohe Spielergehälter finanziell verausgabt haben, müssen Babe Ruth für 125.000 US-Dollar an die New York Yankees verkaufen. Dies gilt als einer der größten Fehler der Baseballgeschichte. Die Transaktion verändert die Geschichte beider Vereine dramatisch. In seinem ersten Jahr bei den Yankees verbessert Babe Ruth mit 54 Home Runs seinen eigenen Home-Run-Rekord, den er das Jahr zuvor aufgestellt hat.

### Fußball

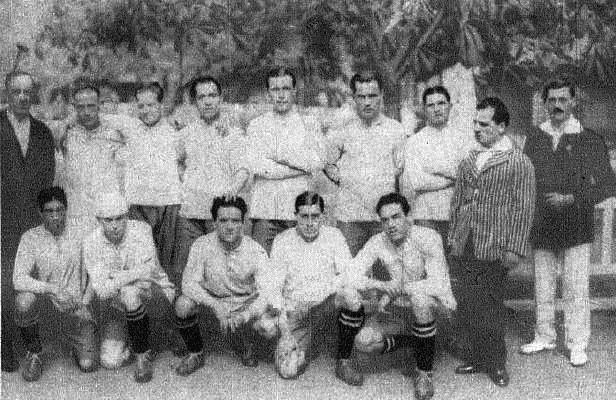
Südamerika-Meister Uruguay 1920

- 11. September bis 3. Oktober: Beim Campeonato Sudamericano 1920 in Chile wird Uruguay zum dritten Mal Südamerikameister.

### Leichtathletik

#### Leichtathletikmeisterschaften

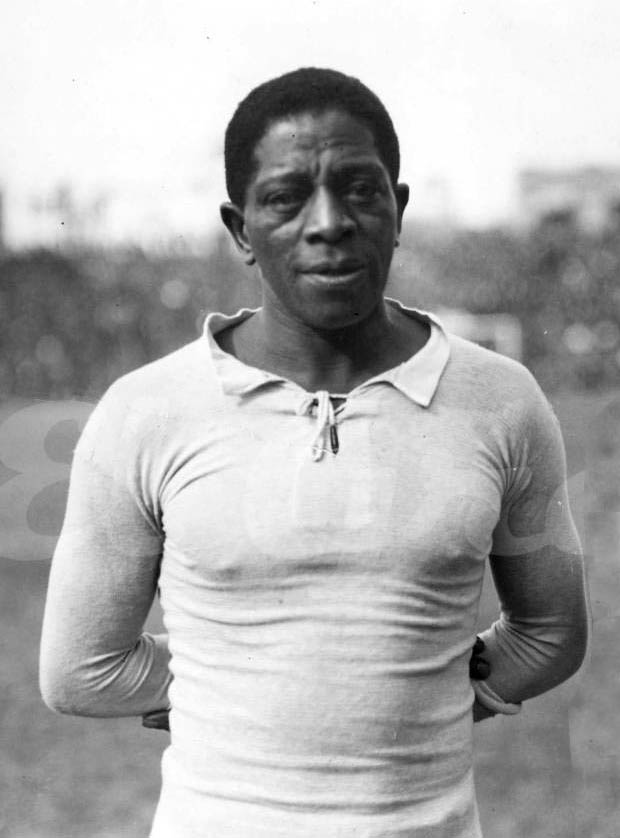
Isabelino Gradín um 1920

- 23. bis 25. April: In Santiago de Chile finden die Leichtathletik-Südamerikameisterschaften 1920 statt. Erfolgreichster Athlet ist Isabelino Gradín aus Uruguay, der den 200- und 400-Meter-Lauf gewinnt.

#### Leichtathletik-Weltrekorde
- 26. Juni: John Norton, USA, läuft die 400 Meter Hürden der Männer in 54,2 s.
- 5. August: Aleksander Klumberg-Kolmpere, Estland, erreicht im Zehnkampf der Herren 7485 P.
- 16. August: Frank Loomis, USA, läuft die 400 Meter Hürden der Herren in 54 Sekunden.
- 18. August: Earl Thomson, Kanada, läuft die 110 Meter Hürden der Männer in 14,8 s.
- 12. September: Frank Foss, USA, erreicht im Stabhochsprung der Männer 4,09 m.
- 22. September: Charles Paddock, USA, läuft die 100 Meter der Männer in 10,4 s.

### Pferdesport
- 3. Oktober: Auf der Pariser Pferderennbahn Longchamp wird zum ersten Mal der Prix de l’Arc de Triomphe vergeben. Ihn erhält fortan der jährliche Sieger des Galopprennens über 2.400 Meter für mindestens dreijährige Rennpferde.

### Sportjournalismus
- 14. Juli: Die erste Ausgabe der von Walther Bensemann ins Leben gerufenen Sportzeitschrift Der Kicker erscheint in Konstanz.

### Vereinsgründungen
- 4. Oktober: Der tunesische Sportverein Club Africain Tunis wird gegründet, bekannt vor allem als eine Spitzenmannschaft des tunesischen Fußballs, aber auch für seine Handball-, Basketball- und Volleyballabteilung.

## Geboren

### Januar
- 01. Januar: Hennie Quentemeijer, niederländischer Boxer († 1974)
- 05. Januar: André Simon, französischer Automobilrennfahrer  († 2012)
- 11. Januar: Georges Aeschlimann, Schweizer Radrennfahrer († 2010)
- 12. Januar: Mac Speedie, US-amerikanischer American-Football-Spieler und -Trainer († 1993)
- 13. Januar: Knut Erik Alexander Nordahl, schwedischer Fußballspieler († 1984)
- 15. Januar: Bob Davies, US-amerikanischer Basketballspieler († 1990)
- 15. Januar: Stefan Olek, französischer Boxer († 1991)
- 15. Januar: Gertrude Pritzi, österreichische Tischtennisspielerin († 1968)
- 17. Januar: Sven Israelsson, schwedischer Skisportler († 1989)
- 17. Januar: Bohumil Váňa, tschechischer Tischtennisspieler († 1989)
- 23. Januar: Henry Eriksson, schwedischer Leichtathlet und Olympiasieger († 2000)
- 24. Januar: Frederik Kobberup Andersen, dänischer Kanute († 2003)
- 28. Januar: Elvi Svendsen, dänische Schwimmerin († 2013)
- 31. Januar: Fotis Mavriplis, griechischer Skirennläufer († 2012)

### Februar
- 01. Februar: Mike Scarry, US-amerikanischer American-Football-Spieler und -Trainer († 2012)
- 02. Februar: George Hardwick, englischer Fußballspieler und Trainer († 2004)
- 03. Februar: Stan Ockers, belgischer Radrennfahrer († 1956)
- 08. Februar: Sverre Farstad, norwegischer Eisschnellläufer († 1978)
- 08. Februar: Mike Magill, US-amerikanischer Automobilrennfahrer († 2006)
- 09. Februar: Ēriks Koņeckis, lettischer Eishockeyspieler († 2006)
- 10. Februar: Kenneth Bartholomew, US-amerikanischer Eisschnellläufer († 2012)
- 12. Februar: Jack Turner, US-amerikanischer Automobilrennfahrer († 2004)
- 16. Februar: Tony Crook, britischer Automobilrennfahrer und Unternehmer († 2014)
- 16. Februar: Walt Faulkner, US-amerikanischer Automobilrennfahrer († 1956)
- 19. Februar: Beat Rüedi, Schweizer Eishockeyspieler und -trainer sowie Skirennfahrer († 2009)
- 21. Februar: Børge Saxil Nielsen, dänischer Radrennfahrer († 1997)
- 22. Februar: Hans Zurbriggen, Schweizer Skisportler († 1950)

### März
- 03. März: Tony Gaze, australischer Flieger und Automobilrennfahrer († 2013)
- 03. März: Julius Boros, ungarisch-amerikanischer Berufsgolfspieler († 1994)
- 04. März: Anders Törnkvist, schwedischer Skilangläufer († 1986)
- 06. März: Celina Seghi, italienische Skirennläuferin († 2022)
- 10. März: Julio Bolbochán, argentinischer Schachgroßmeister († 1996)
- 12. März: Danilo Alvim, brasilianischer Fußballspieler († 1996)
- 14. März: Dorothy Tyler, britische Leichtathletin († 2014)
- 16. März: Buster Ramsey, US-amerikanischer American-Football-Spieler und -Trainer († 2007)
- 18. März: Fritz Waller, Schweizer Bobfahrer († 2004)
- 24. März: Bill Irwin, kanadischer Skisportler († 2013)
- 25. März: Arthur Wint, jamaikanischer Leichtathlet und Olympiasieger († 1992)
- 26. März: Børge Raahauge Nielsen, dänischer Ruderer († 2010)
- 30. März: Walt Szot, US-amerikanischer American-Football-Spieler († 1981)

### April
- 03. April: Walter Schock, deutscher Automobilrennfahrer († 2005)
- 03. April: Nida Senff, niederländische Schwimmerin († 1995)
- 08. April: Antonín Šponar, tschechoslowakischer Skirennläufer und Skisporttrainer († 2002)
- 15. April: Werner Janik, deutscher Fußballtorhüter († 2003)
- 18. April: Erik Pausin, österreichischer Eiskunstläufer († 1997)
- 20. April: Sven Thunman, schwedischer Eishockeyspieler († 2004)
- 21. April: Edmund Adamkiewicz, deutscher Fußballspieler († 1991)
- 21. April: Walter Feistritzer, österreichischer Eishockeyspieler († 1981)
- 21. April: Erik Jørgensen, dänischer Leichtathlet († 2005)
- 23. April: Nakamura Kō, japanische Leichtathletin († unbekannt)
- 23. April: Heinz Seiler, deutscher Handballtrainer und -spieler († 2002)
- 24. April: Luigi Valenzano, italienischer Automobilrennfahrer († 2011)
- 30. April: Duncan Hamilton, irischer Automobilrennfahrer († 1994)

### Mai
- 01. Mai: Guðmundur Guðmundsson, isländischer Skisportler († 2007)
- 02. Mai: Gerda Daumerlang, deutsche Wasserspringerin († 2006)
- 02. Mai: Guinn Smith, US-amerikanischer Leichtathlet († 2004)
- 04. Mai: Régis Charlet, französischer Skispringer († 1998)
- 04. Mai: Willi Geyert, deutscher Fußballspieler († unbekannt)
- 04. Mai: Halle Janemar, schwedischer Radrennfahrer und Eisschnellläufer († 2016)
- 07. Mai: Georgette Thiollière, französische Skirennläuferin († 2010)
- 10. Mai: Theo Aaldering, deutscher Gewichtheber († 1979)
- 13. Mai: Fritz Tschannen, Schweizer Skispringer († 2011)
- 25. Mai: Suse Heinze, deutsche Wasserspringerin († 2018)
- 25. Mai: Herman van Laer, niederländischer Sportfunktionär († 2005)

### Juni
- 01. Juni: Syd van der Vyver, südafrikanischer Motorrad- und Automobilrennfahrer († 1989)
- 02. Juni: Gino Cappello, italienischer Fußballspieler († 1990)
- 02. Juni: Tex Schramm, US-amerikanischer American-Football-Funktionär († 2003)
- 05. Juni: Marion Motley, US-amerikanischer American-Football-Spieler († 1999)
- 06. Juni: Don Branson, US-amerikanischer Automobilrennfahrer († 1966)
- 09. Juni: Paul Mebus, deutscher Fußballspieler († 1993)
- 13. Juni: Fritz Barzilauskas, US-amerikanischer American-Football-Spieler († 1990)
- 13. Juni: Désiré Keteleer, belgischer Radrennfahrer († 1970)
- 15. Juni: John P. Riley junior, US-amerikanischer Eishockeyspieler und -trainer († 2016)
- 16. Juni: Gustav Adolf Baumm, deutscher Grafiker, Motorradkonstrukteur und -rennfahrer († 1955)
- 19. Juni: Keith Andrews, US-amerikanischer Automobilrennfahrer († 1957)
- 19. Juni: Antoinette Meyer, Schweizer Skirennfahrerin († 2010)
- 20. Juni: Hans Gerschwiler, Schweizer Eiskunstläufer († 2017)
- 22. Juni: Luciano Negrini, italienischer Ruderer († 2012)
- 28. Juni: Philippe d’Ursel, belgischer Skirennläufer († 2017)
- 29. Juni: Paul Renz, deutscher Fußballtrainer († 1993)
- 30. Juni: Zeno Colò, italienischer Skirennläufer († 1993)

### Juli
- 01. Juli: Lucidio Sentimenti, italienischer Fußballspieler († 2014)
- 07. Juli: Rudolf Clemens, deutscher Fußballspieler († 2004)
- 09. Juli: Bill Edwards, US-amerikanischer American-Football-Spieler († 2009)
- 17. Juli: Juan Antonio Samaranch, spanischer Sportfunktionär, Vorsitzender des Internationalen Olympischen Komitees (IOC) († 2010)
- 18. Juli: Eric Brandon, britischer Automobilrennfahrer († 1982)
- 19. Juli: Émile Idée, französischer Radrennfahrer († 2024)
- 26. Juli: Bob Waterfield, US-amerikanischer American-Football-Spieler († 1983)
- 30. Juli: Jacques Favart, französischer Eiskunstläufer und Sportfunktionär († 1980)

### August
- 01. August: Samuel Lee, US-amerikanischer Olympiasieger im Turmspringen († 2016)
- 04. August: Evert Karlsson, schwedischer Skispringer († 1996)
- 10. August: Red Holzman, US-amerikanischer Basketballtrainer († 1998)
- 10. August: Heinz Lucas, deutscher Fußballtrainer († 2016)
- 22. August: Heinz Kaden, deutscher Fußballspieler († unbekannt)
- 23. August: Rune Johansson, schwedischer Eishockeyspieler († 1998)
- 25. August: Jónas Þórarinn Ásgeirsson, isländischer Skisportler und Fußballspieler († 1996)

### September
- 01. September: Joyce King, australische Leichtathletin und Olympiateilnehmerin († 2001)
- 04. September: Clemar Bucci, argentinischer Automobilrennfahrer († 2011)
- 04. September: Jackie Holmes, US-amerikanischer Automobilrennfahrer († 1995)
- 10. September: Fabio Taglioni, italienischer Motorrad-Konstrukteur († 2001)
- 13. September: Eva Prawitz, deutsche Eiskunstläuferin († 2013)
- 17. September: Christian Pedersen, dänischer Radrennfahrer († 1999)
- 18. September: Maksymilian Więcek, polnischer Eishockeyspieler und -trainer sowie Handball- und Basketballspieler († 2006)
- 21. September: Kenneth McAlpine, britischer Automobilrennfahrer († 2023)
- 21. September: Ted Pollock, kanadischer Badmintonspieler († 2008)
- 23. September: Carl-Erik Ohlson, schwedischer Segler († 2015)

### Oktober
- 02. Oktober: Albert Renaud, kanadischer Eishockeyspieler und -trainer († 2012)
- 08. Oktober: Maxi Baier, deutsche Eiskunstläuferin († 2006)
- 17. Oktober: Hias Noichl, österreichischer Skilangläufer, Bergsteiger und Bergführer († 2002)
- 12. Oktober: Heinz-Adolf Heper, deutscher Fußballspieler († unbekannt)
- 25. Oktober: Bolesław Kolasa, polnischer Eishockeyspieler († 2007)
- 25. Oktober: Megan Taylor, britische Eiskunstläuferin († 1993)
- 28. Oktober: Holger Nurmela, schwedischer Eishockeyspieler († 2005)
- 31. Oktober: Kanō Takashi, japanischer Fußballspieler († 2000)
- 31. Oktober: Fritz Walter, deutscher Fußballspieler († 2002)

### November
- 19. November: Bernhard Kempa, deutscher Handballspieler († 2017)
- 21. November: Walter Fritzsch, deutscher Fußballspieler und -trainer († 1997)
- 28. November: Cecilia Colledge, britische Eiskunstläuferin († 2008)

### Dezember
- 03. Dezember: Paul Backman, finnischer Radrennfahrer († 1995)
- 03. Dezember: Vladimír Bouzek, tschechoslowakischer Eishockeyspieler und -trainer sowie Fußballspieler († 2006)
- 03. Dezember: Werner Vick, deutscher Handballspieler und -trainer († 2000)
- 05. Dezember: Paul Matzkowski, deutscher Fußballspieler († 2004)
- 08. Dezember: Ivar Martinsen, norwegischer Eisschnellläufer und Sportfunktionär († 2018)
- 09. Dezember: Bruno Ruffo, italienischer Motorradrennfahrer († 2007)
- 10. Dezember: Ragnhild Hveger, dänische Schwimmerin († 2011)
- 12. Dezember: Valto Olenius, finnischer Leichtathlet († 1983)
- 16. Dezember: Fritz Balogh, deutscher Fußballspieler († 1951)
- 16. Dezember: Les Leston, britischer Automobilrennfahrer († 2012)
- 21. Dezember: Iris Critchell, US-amerikanische Schwimmerin († 2025)
- 23. Dezember: Niklaus Stump, Schweizer Skisportler († 2005)
- 24. Dezember: Edy Reinalter, Schweizer Skirennläufer († 1962)
- 28. Dezember: Steve Van Buren, US-amerikanischer American-Football-Spieler († 2012)
- 28. Dezember: Al Wistert, US-amerikanischer American-Football-Spieler († 2016)

### Genaues Datum unbekannt
- Poul Holm, dänischer Badmintonspieler († unbekannt)

## Gestorben
- 2./10. Februar: Wilberforce Vaughan Eaves, britischer Arzt und Tennisspieler (* 1867)
- 10. Februar: Amedee Reyburn, US-amerikanischer Schwimmer und Wasserballspieler (* 1879)

- 09. April: Daniel Kelly, US-amerikanischer Weitspringer und Sprinter (* 1883)

- 02. Mai: William Wilton, schottischer Fußballspieler und -trainer (* 1865)
- 29. Mai: Carlos Deltour, französischer Ruderer (* 1864)

- 05. Juni: Charles Jensen, dänischer Turner (* 1885)
- 18. Juni: Alberto Barberis, italienischer Fußballspieler und Jurist (* 1887)
- 23. Juni: Edvard Möller, schwedischer Hoch- und Weitspringer (* 1888)

- 09. Juli: Robert Hutton, britischer Sportschütze (* 1872)
- 18. Juli: Albert Zürner, deutscher Wasserspringer (* 1890)

- 12. August: Walter Winans, US-amerikanischer Sportschütze (* 1852)
- 12. September: Ferdinand Feyerick, belgischer Fechter (* 1865)
- 16. September: Horatio Torromé, argentinisch-britischer Eiskunstläufer (* 1861)

- 19. Oktober: Henry Sears, US-amerikanischer Sportschütze (* 1870)

- 11. November: Dirk Boest Gips, niederländischer Sportschütze (* 1864)
- 25. November: Gaston Chevrolet, Schweizer/US-amerikanischer Automobilrennfahrer (* 1892)

- 20. Dezember: Linton Hope, britischer Segler (* 1863)

- Alwin Boldt, deutscher Radsportler (* 1884)
- Giorgos Papasideris, griechischer Leichtathlet und Gewichtheber (* 1875)